# Hector Hevel
Hector Hevel Serrano (Leidschendam, 15 mei 1996) is een Nederlands voetballer die als middenvelder speelt voor Portimonense SC in de Liga Portugal 2. Eerder speelde hij voor Guangxi Pingguo Haliao in de China League One, de tweede divisie van China. In maart 2025 werd hij opgeroepen voor de  Maleisisch voetbalelftal nadat hij in aanmerking kwam op basis van afstamming.

## Clubcarrière
In 2013 tekende Hevel samen met drie anderen, onder wie collega-jeugdinternational Danny Bakker, zijn eerste contract bij ADO Den Haag. Een jaar later stroomde hij door naar het eerste elftal. Daar maakte hij op 24 oktober 2014 als 18-jarige zijn competitiedebuut in een thuiswedstrijd tegen FC Dordrecht (2-0), als invaller voor Xander Houtkoop. Met ingang van het seizoen 2015/16 tekende de middenvelder een nieuw contract voor twee seizoenen met een optie voor nog een seizoen.
Tijdens de winterstop van het seizoen 2016/16 verkaste Hevel naar AEK Larnaca waar hij een verbintenis voor anderhalf jaar ondertekende. Met die club won hij in 2018 de Cypriotische voetbalbeker. Na 3,5 jaar kwam er een einde aan het Cypriotische avontuur. 
Hevel keerde terug naar Nederland op zoek naar een nieuwe club en sloot in september 2020 als proefspeler aan bij VVV-Venlo. Een week later was hij daar alweer vertrokken, met meerdere aanbiedingen van andere clubs op zak. In oktober 2020 ging hij voor Andorra FC spelen dat uitkomt in de Spaanse Segunda División B. In 2022 promoveerde Hevel met zijn ploeg naar de Segunda Division A.  Hij zou een van de sterkhouders worden van de ploeg die op een mooie zevende plaats zou eindigen.  Daardoor miste de ploeg net de eindronde.  Ondanks deze mooie prestatie werd zijn contract niet verlengd.
Op 29 juni 2023 tekende hij voor het seizoen 2022/23 bij reeksgenoot FC Cartagena.  Hij maakte zijn debuut op 13 augustus 2023 tijdens de eerste competitiewedstrijd.  Hij startte met de basisploeg en speelde 65 minuten tijdens de met 0-1 verloren wedstrijd tegen nieuwkomer CD Eldense.  De eerste acht wedstrijden was hij basisspeler, maar toen hij vanaf de tiende wedstrijd door een blessure afwezig was, kwam hij enkel tot sporadische invalbeurten.  Aangezien de ploeg de heenronde op de laastste plaatst stond, ontbonden ploeg en speler hun overeenkomst op 1 januari 2024 in onderling overleg.
Enkele dagen later op 4 januari 2024, tekende Hevel bij de China League One club Guangxi Pingguo Haliao. In februari 2025 ging hij naar Portimonense SC.

## Interlandcarrière
In maart 2025 werd gemeld dat Hevel was opgeroepen voor het Maleisisch voetbalelftal als erfspeler, omdat hij in aanmerking kwam via afstamming. Zijn club, Portimonense, kondigde zijn oproep aan op sociale media en bevestigde dat hij zich bij de Maleisische selectie zou voegen voor de komende interlands.
Op 19 maart 2025 sloot Hevel zich officieel aan bij het nationale trainingskamp in Johor Bahru, samen met mede-erfspeler Gabriel Palmero. De Voetbalbond van Maleisië (FAM) bevestigde zijn opname in de selectie ter voorbereiding op de derde ronde van de kwalificatie voor de Azië Cup.
Hevel maakte zijn internationale debuut voor Maleisië op 25 maart 2025, als centrale middenvelder in de kwalificatiewedstrijd voor de Azië Cup 2027 tegen Nepal, waar hij ook zijn eerste interlanddoelpunt scoorde.

## Carrièrestatistieken
| Seizoen                     | Club                        | Land            | Competitie         | Competitie | Competitie | Beker | Beker | Internationaal1 | Internationaal1 | Overig2 | Overig2 | Totaal | Totaal |
| Seizoen                     | Club                        | Land            | Competitie         | Wed.       | Dlp.       | Wed.  | Dlp.  | Wed.            | Dlp.            | Wed.    | Dlp.    | Wed.   | Dlp.   |
| --------------------------- | --------------------------- | --------------- | ------------------ | ---------- | ---------- | ----- | ----- | --------------- | --------------- | ------- | ------- | ------ | ------ |
| 2014/15                     | ADO Den Haag                | Nederland       | Eredivisie         | 2          | 0          | 0     | 0     | —               | —               | —       | —       | 2      | 0      |
| 2015/16                     | ADO Den Haag                | Nederland       | Eredivisie         | 3          | 0          | 0     | 0     | —               | —               | —       | —       | 3      | 0      |
| 2016/17                     | ADO Den Haag                | Nederland       | Eredivisie         | 6          | 0          | 2     | 0     | —               | —               | —       | —       | 8      | 0      |
| 2016/17                     | AEK Larnaca                 | Cyprus          | A Divizion         | 9          | 2          | 0     | 0     | —               | —               | —       | —       | 9      | 2      |
| 2017/18                     | AEK Larnaca                 | Cyprus          | A Divizion         | 25         | 0          | 6     | 2     | 8               | 1               | —       | —       | 39     | 3      |
| 2018/19                     | AEK Larnaca                 | Cyprus          | A Divizion         | 23         | 2          | 4     | 0     | 12              | 0               | 1       | 0       | 40     | 2      |
| 2019/20                     | AEK Larnaca                 | Cyprus          | A Divizion         | 17         | 1          | 2     | 1     | 6               | 2               | —       | —       | 25     | 4      |
| 2020/2021                   | Andorra FC                  | Andorra         | Segunda División B | 14         | 4          | 0     | 0     | —               | —               | —       | —       | 14     | 4      |
| 2021/2022                   | Andorra FC                  | Andorra         | Primera Federación | 30         | 6          | 2     | 0     | —               | —               | —       | —       | 32     | 6      |
| 2022/2023                   | Andorra FC                  | Andorra         | Segunda División A | 39         | 1          | 0     | 0     | —               | —               | —       | —       | 39     | 1      |
| 2023/2024                   | FC Cartagena                | Spanje          | Segunda División A | 15         | 0          | 1     | 0     | —               | —               | —       | —       | 16     | 0      |
| 2023/2024                   | Guangxi Pingguo Haliao F.C. | China           | Jia League         | 13         | 2          | 0     | 0     | —               | —               | —       | —       | 13     | 2      |
| Carrière totaal             | Carrière totaal             | Carrière totaal | Carrière totaal    | 196        | 18         | 17    | 3     | 26              | 3               | 1       | 0       | 240    | 24     |
| Bijgewerkt t/m 13 juni 2024 |                             |                 |                    |            |            |       |       |                 |                 |         |         |        |        |

Noten
1Continentale wedstrijden, te weten de UEFA Europa League.
2Overige officiële wedstrijden, te weten de Cypriotische Supercup.

## Erelijst
- Cypriotische voetbalbeker: 2017/18
- Cypriotische Supercup: 2018/19
- Kampioen Primera Federación en directe promotie : 2021/22